# Talpa martinorum
Talpa martinorum — вид комахоїдних ссавців з родини кротових (Talpidae). Описаний у 2018 році.

## Поширення
Ендемік чорноморського узбережжя Болгарії та європейської Туреччини. Поширений переважно у горах Странджа.

## Опис
Тіло завдовжки 124 мм, хвіст — 24 мм. Вага — 45 г.